# Friesach (Karyntia)

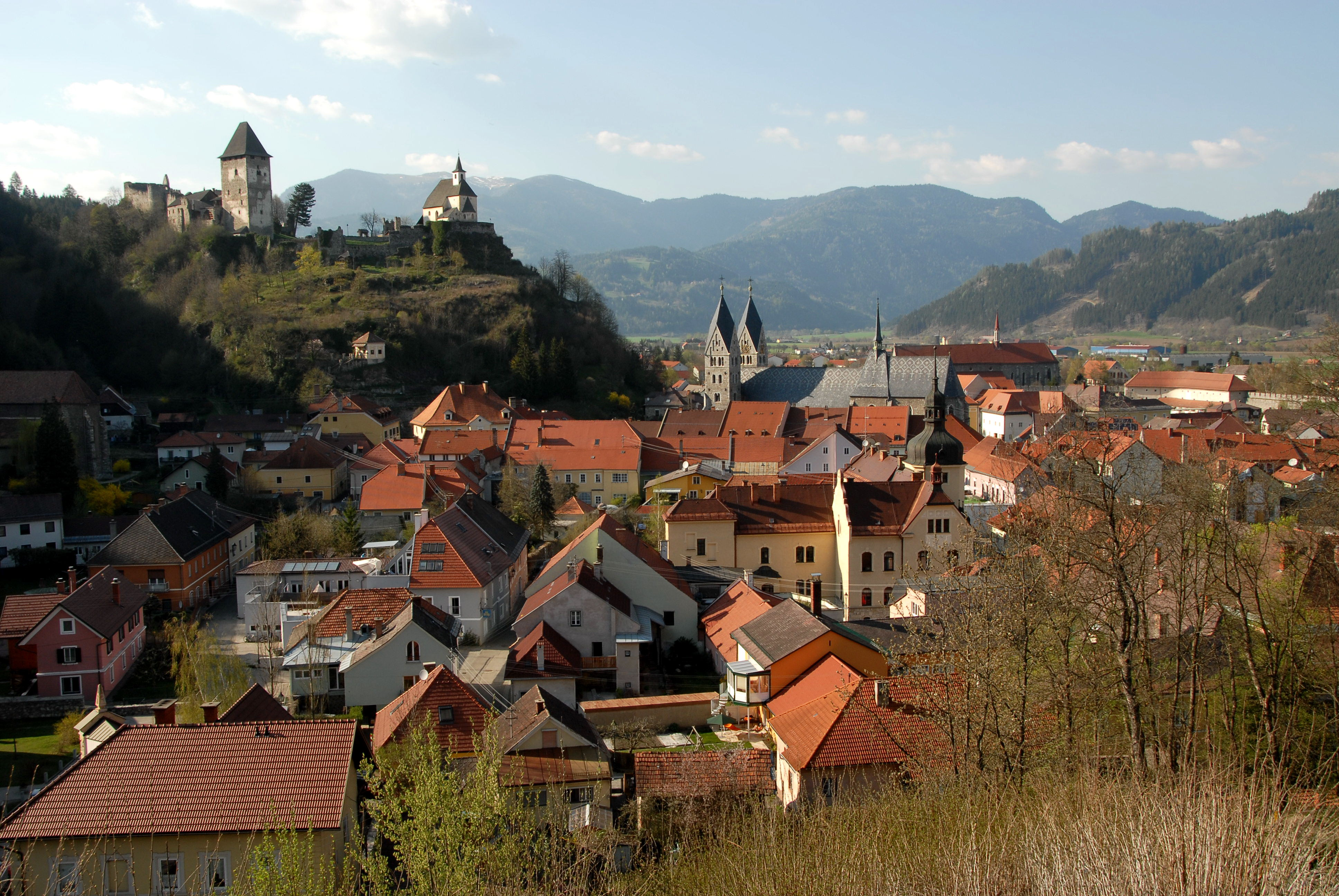
Średniowieczne miasteczko Friesach, w oddali zamek Petersberg

Friesach (słoweń. Breže) – miasto w Austrii, w kraju związkowym Karyntia, w powiecie Sankt Veit an der Glan. Uważane za najstarsze miasto Karyntii. Znane z dobrze zachowanych budowli średniowiecznych i fortyfikacji wokół miasta wraz z fosą.

## Położenie
Friesach znajduje się w północnej części Karyntii, niedaleko granicy ze Styrią, około 40 kilometrów od Klagenfurt am Wörthersee.

## Historia
Już w czasach Imperium rzymskiego przebiegała przez środek dzisiejszego Friesach Via Julia Augusta, w miejscu której przebiega dzisiaj droga B317 zwana Friesacher Straße.
Pierwsza udokumentowana wzmianka o Friesach pochodzi z roku 860, kiedy to Ludwik II Niemiecki, wnuk Karola Wielkiego, przekazał wiele swych dóbr ziemskich, w tym posiadłość ad Friesah (przed Friesach) Arcybiskupowi Salzburga, Adalwinowi.
W latach 1016–1028 hrabia Wilhelm (mąż św. Hemmy), na mocy przywileju otrzymanego od króla Konrada II, założył na tych terenach rynek (Markt), który około stu lat później, w latach 1124–1130 został znacznie rozbudowany. Ze względu na swoje położenie przy szlaku prowadzącym z Wiednia do Wenecji, Friesach stało się w okresie średniowiecznym ważnym ośrodkiem handlowym.
W okresie średniowiecza wybijano tu srebrną monetę, tak zwany Friesacher Pfennig lub frisatik, który prawdopodobnie od roku 1166, a może nawet już wcześniej (1125/30), był jednym z najważniejszych środków płatniczych na terenie dzisiejszej Austrii. Srebro wykorzystywane do tłoczenia monet pochodziło z pobliskiego Zeltschach.
Friesach było w tym czasie nie tylko centrum handlowym, ale również religijnym. Miejscowość szczególnie rozkwitła za panowania Arcybiskupa Eberharda II (1200-1246), kiedy to było drugim co do wielkości miastem Archidiecezji Salzburskiej oraz najważniejszym miastem ówczesnej Karyntii. Arcybiskupi Salzburga posiadali we Friesach swoją rezydencję. Pod koniec XIII wieku w wyniku konfliktów pomiędzy Arcybiskupami Salzburga a Habsburgami, w krótkim okresie miasto trzykrotnie zostało podbite, splądrowane i na skutek pożarów, zniszczone.
Po mediatyzacji Salzburga w 1803 roku, Friesach stał się częścią Księstwa Karyntii i utraciło swą wielkość.

## Ludność
W roku 2001 Friesach liczyło 5462 mieszkańców, w tym 96,2 z obywatelstwem austriackim. 89,8 procent należy do Kościoła rzymskokatolickiego, 2,6 do Kościoła ewangelickiego, 1,5 procent to wyznawcy islamu. 4,8 procent nie należy do żadnego kościoła.

## Zabytki

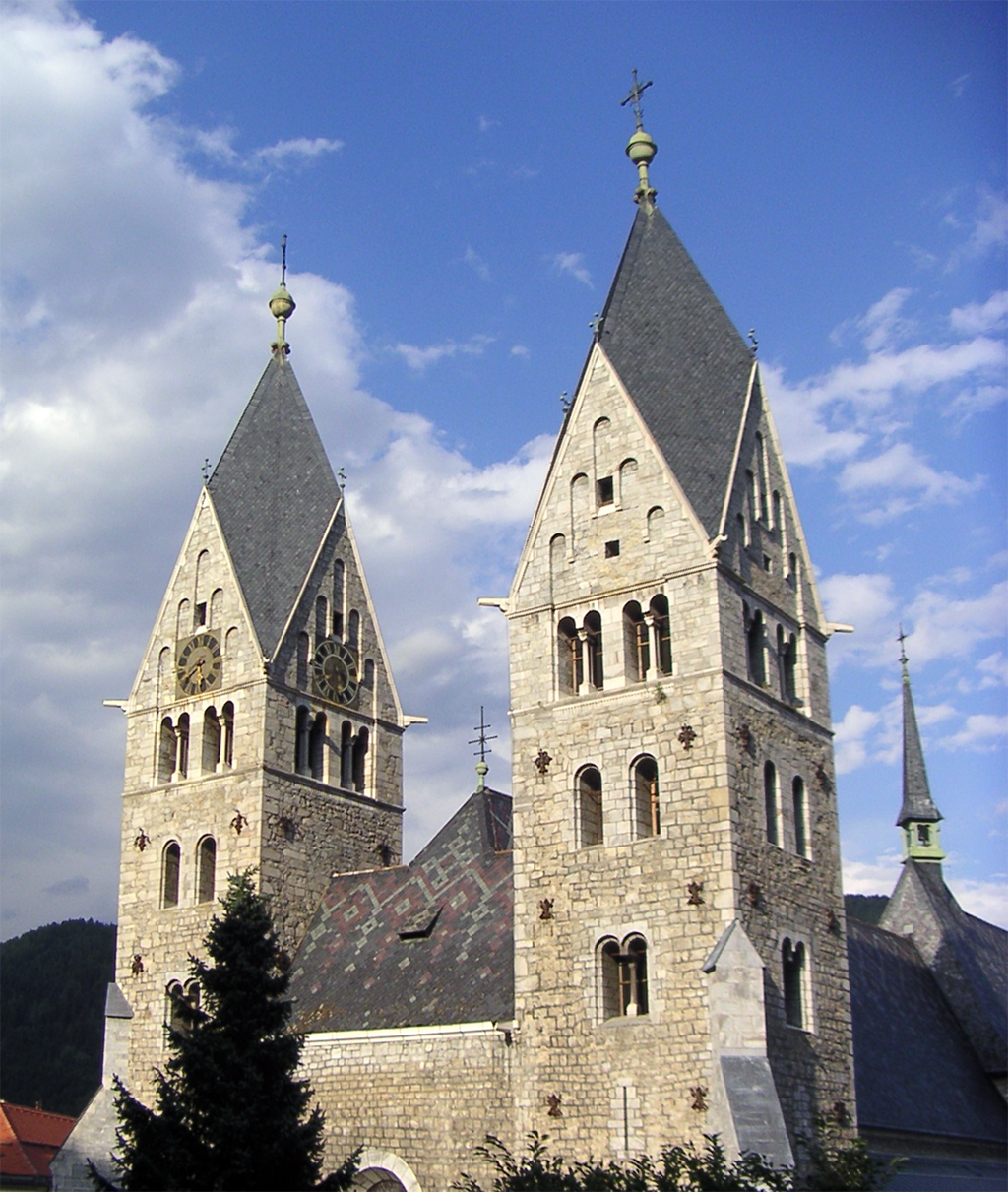
Kościół parafialny pw. św. Bartłomieja (St. Bartholomäus)

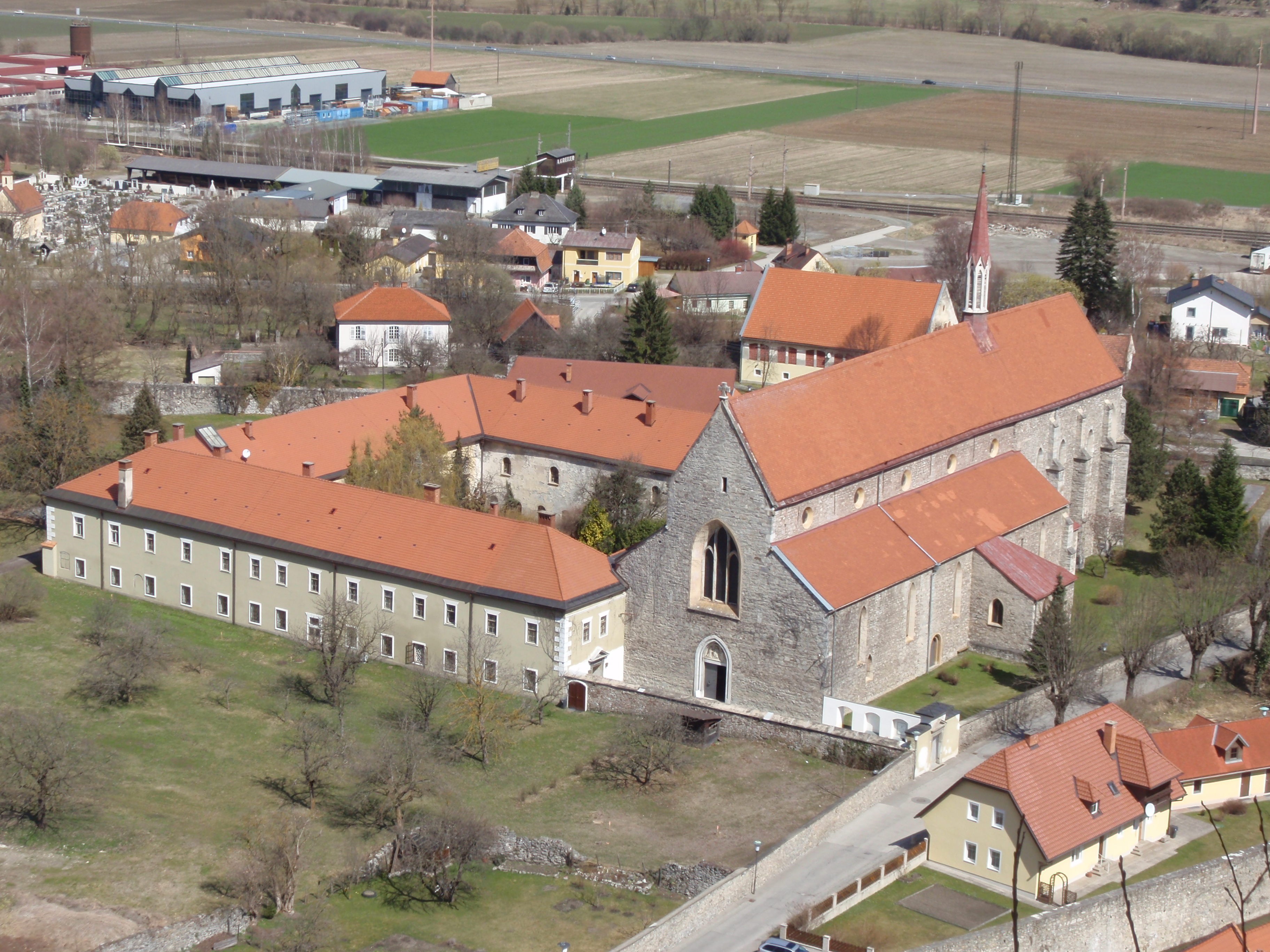
Kościół i dawny klasztor dominikanów

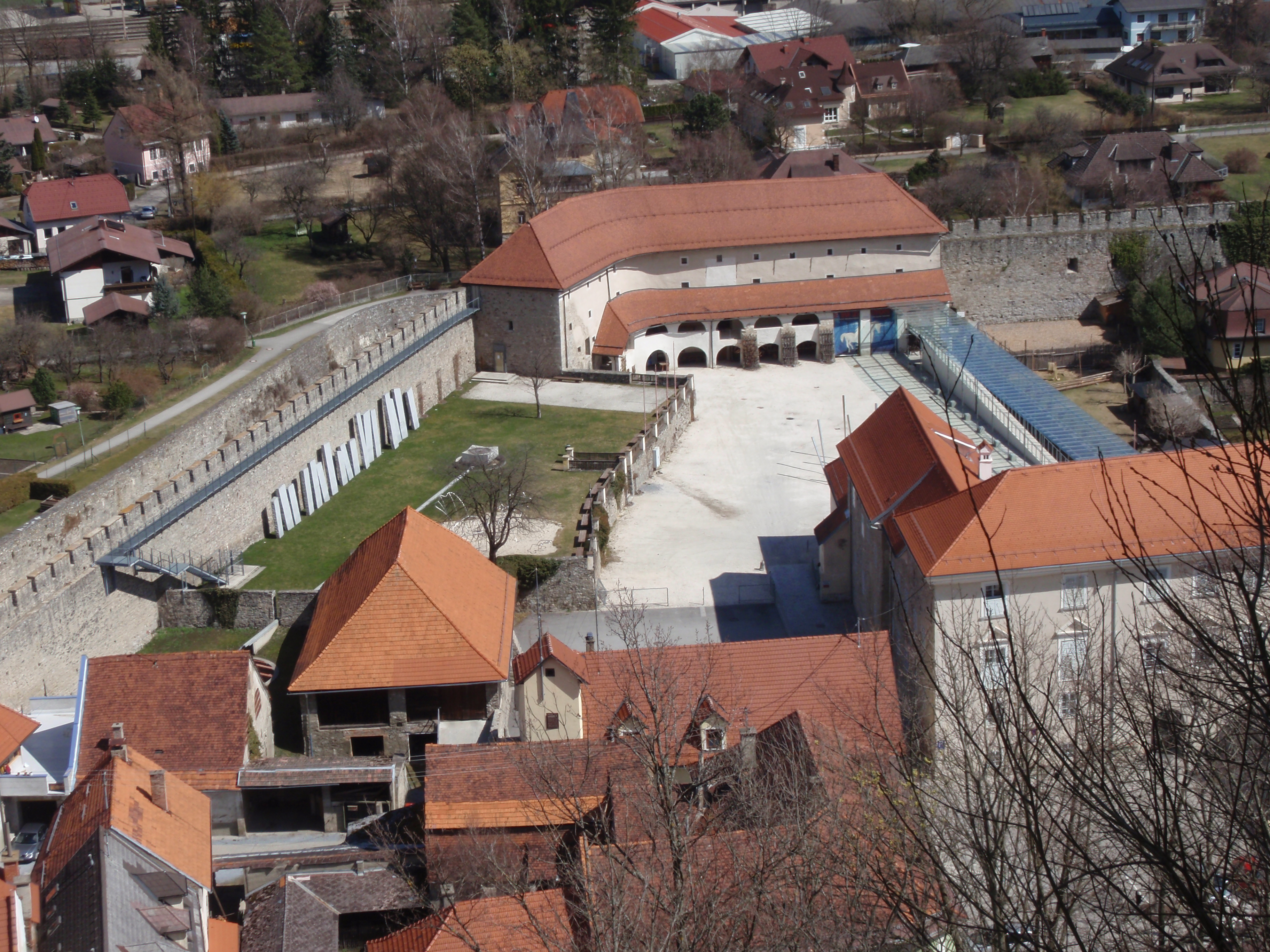
Siedziba Arcybiskupów Salzburga w latach 860-1804, tzw. Fürstenhof

- romański Kościół parafialny pw. św. Bartłomieja (St. Bartholomäus)
- Kościół pw. św. Błażeja (Hl. Blasius)
- kościół i dawny klasztor dominikanów
- kościół i szpital zakonu krzyżackiego
- fontanna na rynku miasta rzeźbiarza renesansowego Hansa Peissera
- zamek Petersberg

## Atrakcje turystyczne
- Friesacher Burghofspiele – organizowane od 1950 roku przedstawienia teatralne na wolnym powietrzu

## Współpraca
Miejscowości partnerskie:
- Bad Griesbach im Rottal, Niemcy
- Cormòns, Włochy